# Oricon
 Oricon (株式会社オリコン Kabushiki-gaisha Orikon?) är det förvaltningsbolag som sköter statistik och information över den japanska musikindustrin. Bolaget grundades under namnet Original Confidence 1967 och 1968 presenterades för första gången bolagets singelhitlista. Idag presenteras veckovis (varje tisdag) topplistor över de populäraste albumen, singlarna, DVD:erna, låtarna och karaokelåtarna utifrån försäljningsstatistik från över 3000 återförsäljare.

## Statistik

### Mest sålda album genom tiderna
| Placering | Utgivningsdatum | Titel                   | Artist             | Sålda ex. |
| --------- | --------------- | ----------------------- | ------------------ | --------- |
| 1         | 1999            | First Love              | Hikaru Utada       | 7 650,215 |
| 2         | 1998            | B'z The Best "Pleasure" | B'z                | 5 136 486 |
| 3         | 1997            | Review                  | Glay               | 4 875 980 |
| 4         | 2001            | Distance                | Hikaru Utada       | 4 469 135 |
| 5         | 1998            | B'z The Best "Treasure" | B'z                | 4 435 000 |
| 6         | 2001            | A Best                  | Ayumi Hamasaki     | 4 295 353 |
| 7         | 1996            | Globe                   | Globe              | 4 136 460 |
| 8         | 2002            | Deep River              | Hikaru Utada       | 3 604 588 |
| 9         | 2000            | Delicious Way           | Mai Kuraki         | 3 530 420 |
| 10        | 1998            | Time to Destination     | Every Little Thing | 3 520 330 |

### Mest sålda singlar genom tiderna
| Utgivningsdatum  | Titel                                          | Artist                                                          | Sålda ex. |
| ---------------- | ---------------------------------------------- | --------------------------------------------------------------- | --------- |
| 25 december 1975 | Oyoge! Taiyaki-kun                             | Masato Shimon                                                   | 4 547 620 |
| 10 maj 1972      | Onna no michi                                  | Miya Shiro                                                      | 3 256 460 |
| 26 januari 2000  | Tsunami                                        | Southern All Stars                                              | 2 934 965 |
| 3 mars 1999      | Dango 3 Kyodai                                 | Kentarō Hayami, Ayumi Shigemori, Himawari Kids, Dango Gasshōdan | 2 918 220 |
| 4 maj 1992       | Kimi ga iru dake de                            | Kome Kome Club                                                  | 2 895 060 |
| 24 juli 1991     | Say yes                                        | Chage & Aska                                                    | 2 822 450 |
| 10 november 1994 | Tomorrow never knows                           | Mr.Children                                                     | 2 766 290 |
| 6 februari 1991  | Oh！Yeah！／ラブ・ストーリーは突然に           | Oda Kazumasa                                                    | 2 587 840 |
| 5 mars 2003      | Sekai ni hitotsu dake no hana (singel-version) | SMAP                                                            | 2 573 639 |
| 24 juli 1995     | Love Love Love/Arashi ga kuru                  | Dreams Come True                                                | 2 488 630 |

### Fotnoter
1. ↑  歴代アルバムチャート Arkiverad 19 december 2007 hämtat från the Wayback Machine.
2. ↑  歴代シングルチャート Arkiverad 11 oktober 2007 hämtat från the Wayback Machine.